# Ла-Гранха (Чили)
Ла-Гранха  (исп. La Granja) — коммуна в Чили. Одна из городских коммун города Сантьяго. Коммуна входит в состав провинции Сантьяго и Столичной области.

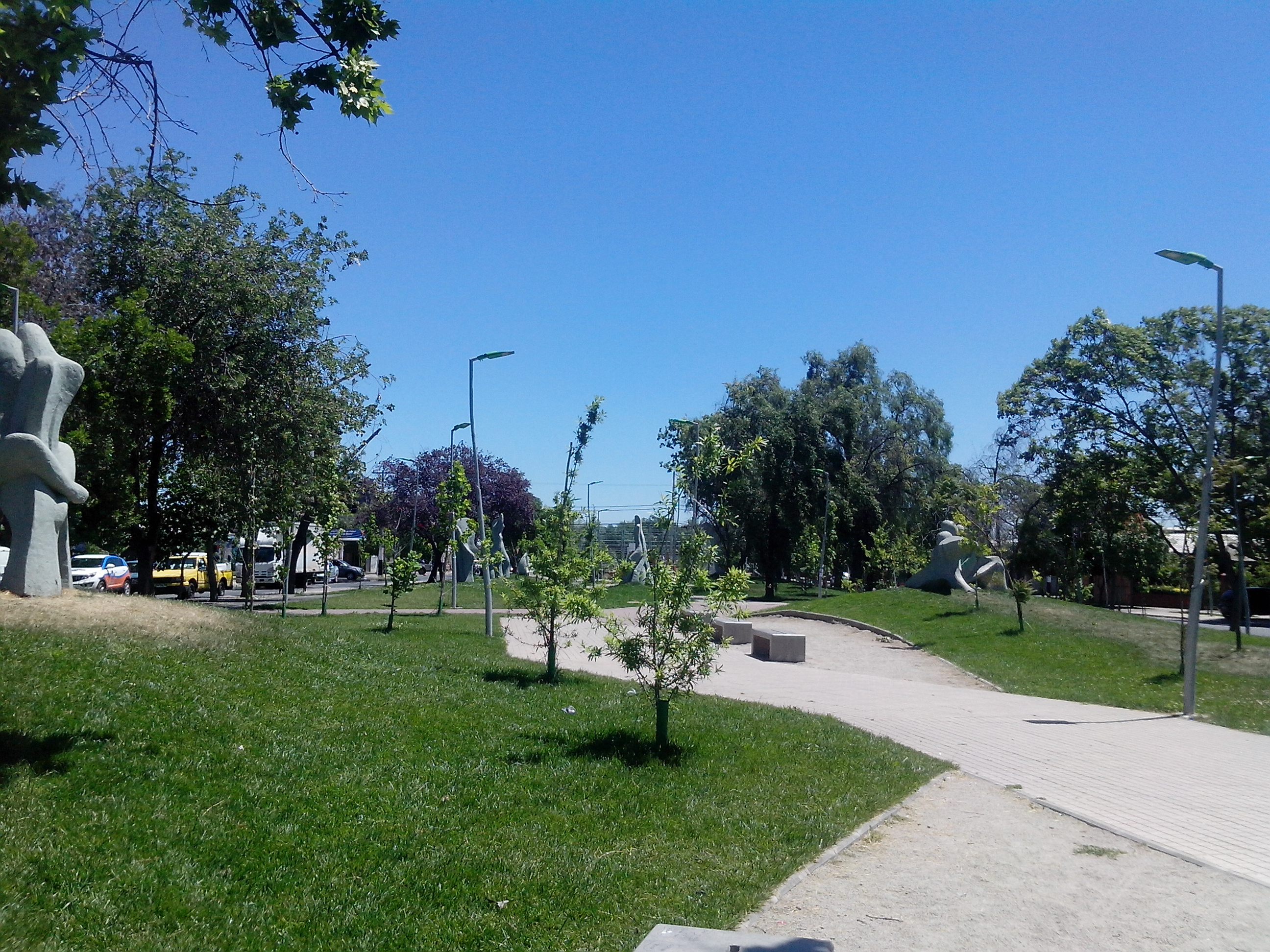
Парк Комбарбала

Территория — 10 км². Численность населения — 116 571 житель (2017). Плотность населения — 11 657,1 чел./км².

## Расположение
Коммуна расположена на юг города Сантьяго.
Коммуна граничит:
- на севере — c коммуной Сан-Хоакин
- на востоке — с коммуной Ла-Флорида
- на юге — c коммуной Ла-Пинтана
- на западе — c коммуной Сан-Рамон

## Демография
Согласно сведениям, собранным в ходе переписи 2017 г. Национальным институтом статистики (INE),  население коммуны составляет:
| Полное население                          | Полное население                          | Полное население                          | Полное население                          | Полное население                          | 116 571 |
| ----------------------------------------- | ----------------------------------------- | ----------------------------------------- | ----------------------------------------- | ----------------------------------------- | ------- |
| в том числе:                              | Городское население                       | 116 571                                   | Процент городского населения, %           | 100,00                                    |         |
|                                           | Сельское население                        | 0                                         | Процент сельского населения, %            | 0,00                                      |         |
|                                           | Мужское население                         | 57 025                                    | Процент мужского населения, %             | 48,92                                     |         |
|                                           | Женское население                         | 59 546                                    | Процент женского населения, %             | 51,08                                     |         |
| Плотность населения, чел./км²             | Плотность населения, чел./км²             | Плотность населения, чел./км²             | Плотность населения, чел./км²             | Плотность населения, чел./км²             | 11657,1 |
| Население коммуны в % к населению области | Население коммуны в % к населению области | Население коммуны в % к населению области | Население коммуны в % к населению области | Население коммуны в % к населению области | 1,64    |

| Динамика изменения населения коммуны | Динамика изменения населения коммуны | Динамика изменения населения коммуны | Динамика изменения населения коммуны |
| ------------------------------------ | ------------------------------------ | ------------------------------------ | ------------------------------------ |
| 1992                                 | 2002                                 | 2012                                 | 2017                                 |
| 133 285                              | 132 520▼                             | 121 214▼                             | 116 571▼                             |